# Barrière entre la bande de Gaza et Israël
Ne doit pas être confondu avec Barrière de séparation israélienne.
Pour un article plus général, voir Frontière entre la bande de Gaza et Israël.
La barrière entre la bande de Gaza et Israël est une barrière de séparation constituée d'acier et de béton le long de la frontière entre la bande de Gaza et Israël. Elle est par ailleurs défendue par des moyens technologiques avancés.

## Historique

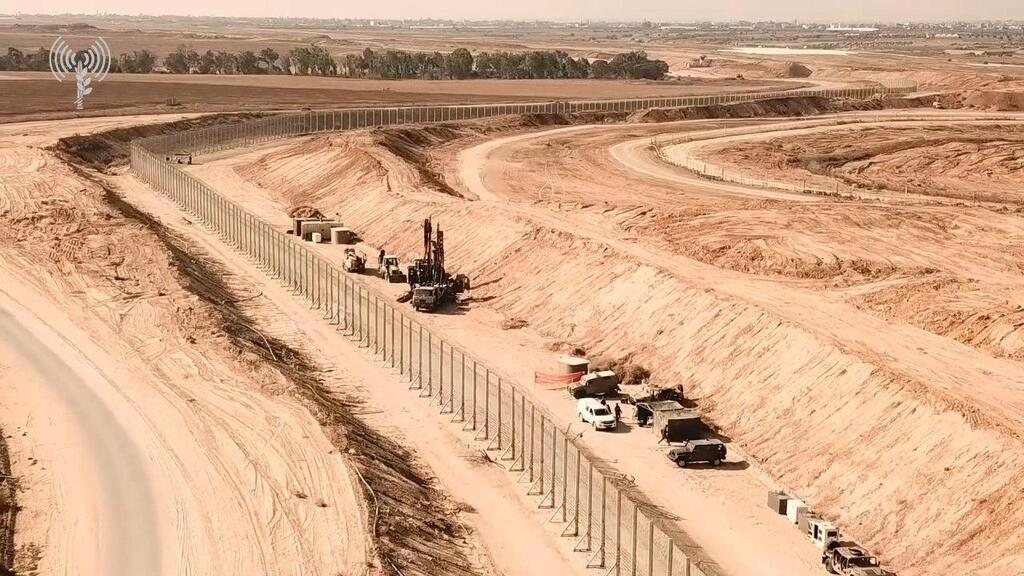
La clôture le long de la Bande de Gaza en 2020.

La construction de cette barrière a été décidée par Israël après la guerre de l'été 2014.
Le 7 décembre 2021, Israël annonce avoir achevé sa construction après plus de trois ans de travaux, un « projet technologiquement avancé et innovant » qui « donnera aux citoyens israéliens un sentiment de sécurité  », s'était félicité Benny Gantz, alors ministre israélien de la Défense. 
Le 7 octobre 2023, des membres armés du groupe islamiste palestinien Hamas franchissent la barrière entourant la bande de Gaza par voie terrestre, maritime et aérienne à l'aide d'explosifs, de bulldozers et de deltaplanes motorisés. Ils se livrent à des massacres meurtriers et des enlèvements dans les localités frontalières. 

## Aspects techniques

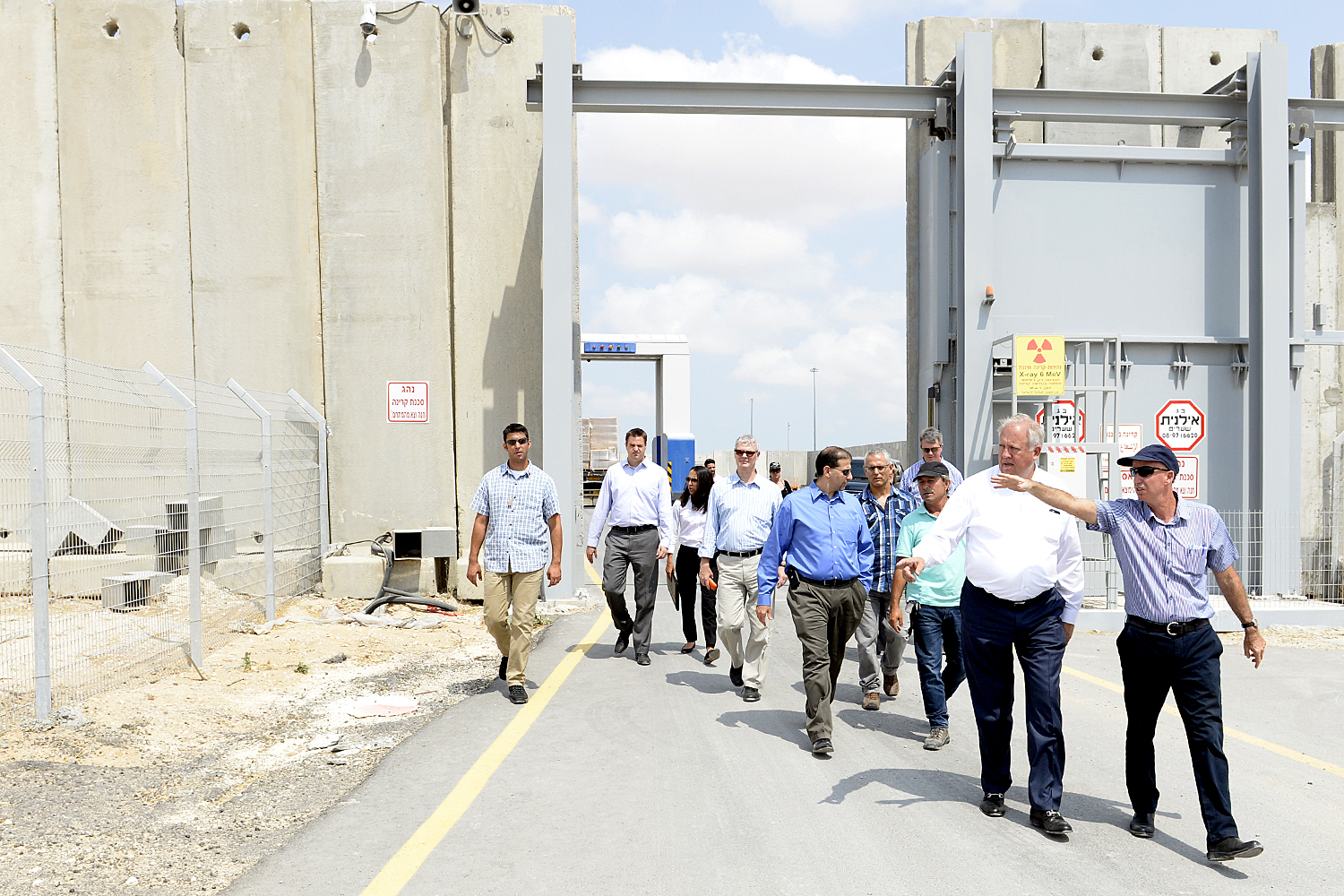
Visite du poste-frontière de Kerem Shalom par le diplomate américain Thomas Shannon en 2016.

Longue de 65 kilomètres, la barrière est composée d'un mur et d'une clôture qui ont nécessité 140 tonnes de fer et d'acier. Elle est pourvue de centaines de caméras, de radars et autres capteurs. Elle compte une partie souterraine, pour empêcher le creusement de tunnels, et une portion en mer reliée à un système d'armements contrôlé à distance. Présentée comme une « prouesse technologique » et comparée à un « mur de fer », elle a coûté plus d'un milliard de dollars. 
Deux points d'entrée vers Israël existent, un au Nord au poste-frontière d'Erez et un au Sud au poste-frontière de Kerem Shalom.

## Objectifs
La barrière est destinée à empêcher toute infiltration terroriste depuis la bande de Gaza où un strict blocus est appliqué depuis la prise du pouvoir du Hamas en 2007.

## Conséquences pour la population de Gaza
Le mur de séparation est construit à l'intérieur de la Bande de Gaza et s'accompagne d'une aire d’exclusion militaire qui occupe 25 % du territoire, et 35 % des surfaces cultivables gazaouies. Les paysans travaillant à proximité de la zone frontalière ont perdu une partie de leurs terres et connu une chute de leurs revenus. Ils sont également exposés aux tirs des soldats.

## Opposition
Des affrontements éclatent régulièrement du côté palestinien de la barrière,. 
Certains intellectuels israéliens comme Gideon Levy ont comparé la barrière à celle d'une prison à ciel ouvert, d'un ghetto voire d'un camp de concentration. 
En 2021, des centaines d'Israéliens dénoncent l'« apartheid israélien » dans une lettre ouverte où ils comparent la bande de Gaza à un ghetto,.
Le 21 aout 2021, deux Palestiniens dont un adolescent sont tués et une quarantaine de personnes blessées par des tirs israéliens. Un garçon de douze ans, Omar Hassan Abu Al-Nile, meurt une semaine après des suites de ses blessures. Le 21 aout, Tsahal disperse une manifestation, blessant onze personnes, dont trois par des tirs à balles réelles.

## Galerie

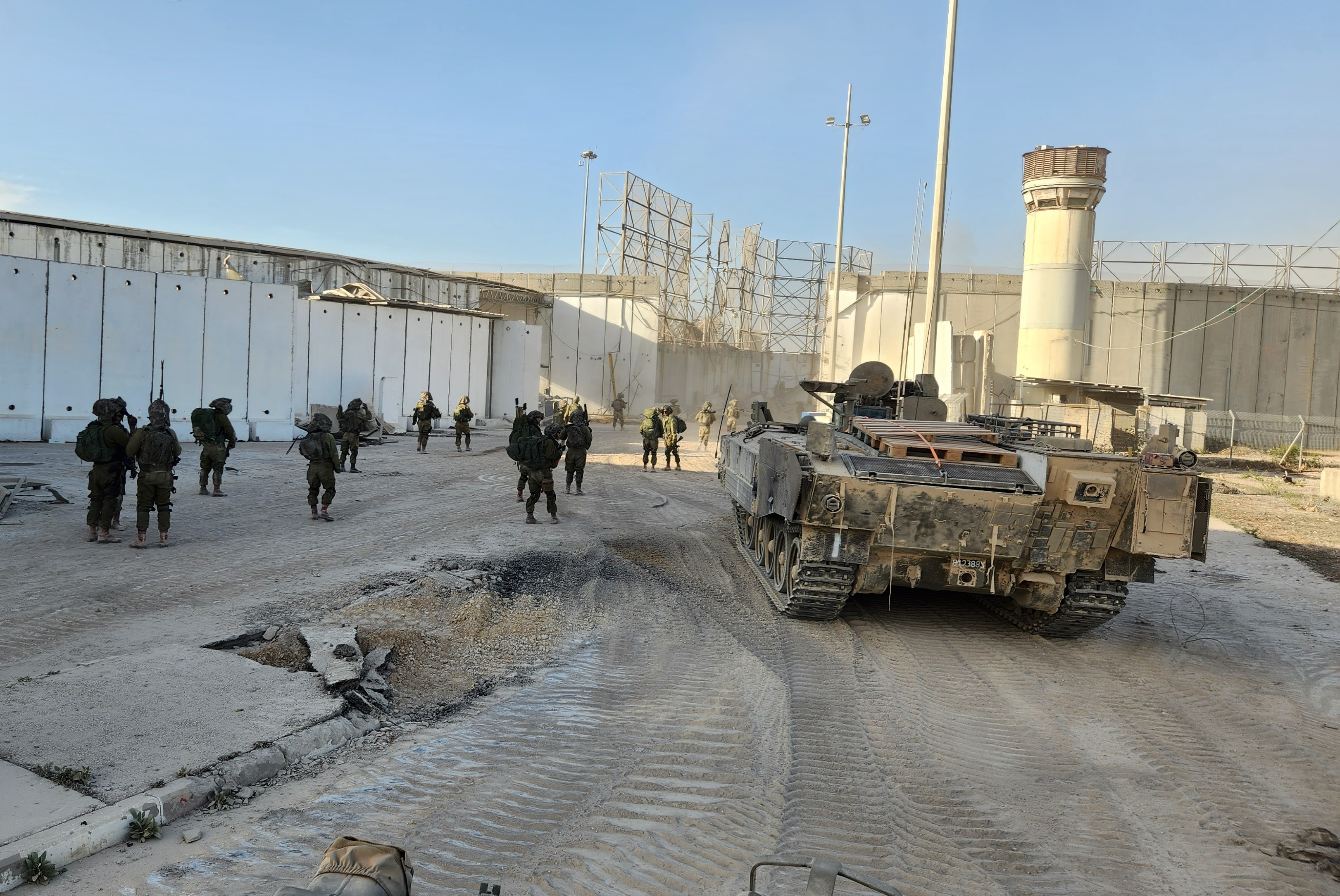
Le poste-frontière d'Erez en novembre 2023.